# 桑顿·怀尔德
桑顿·怀尔德（英語：Thornton Wilder，1897年4月17日—1975年12月7日），出生于美国威斯康辛州麦迪逊，美国小说家和剧作家。他是唯一用小說作品和戏剧作品获得双普利策奖的人。

## 生平
1897年，怀尔德出生于美国威斯康辛州麦迪逊，父亲阿莫斯·帕克·怀尔德，是一位美国外交官，母亲伊莎贝拉·怀尔德·尼文。怀尔德的父亲被分配到清朝工作，任职美国驻香港与上海总领事，因此他的童年在清朝度过。
1915年，怀尔德从柏克萊高中毕业，1917年，他考入耶鲁大学。
第一次世界大战爆发后，怀尔德参加了美国军队，在军队中中服役8个月。
1926年，怀尔德获得普林斯顿大学颁发的法国文学硕士学位，同年发表了他的处女作小说《奥秘》。

## 风格
怀尔德经常用生活琐事来反映自己对人性的看法，并且认为人性原始上是善良的，而且作品肯定人类长久遵循的道德观和价值观。

## 作品
- 1926年，《卡巴拉》
- 1930年，《安德罗斯岛的女人》
- 1931年，《漫長的聖誕晚餐》
- 1938年，《我们的小镇》
- 1935年，《我的目的地天堂》
- 1948年，《三月十三日》
- 1967年，《第八日》
- 1973年，《西奥菲勒斯北方》
- 1962年，《幼年》、《童年》和《来自助攻的某人》
- 1977年，《太阳下的生活》
- 1979年，《美国特色和其他散文》